# چای‌کند بالا
چای‌کند بالا (به لاتین: Yuxarı Çaykənd، تا ۱۹۹۱ باسوم Basum) یک منطقه مسکونی در جمهوری آذربایجان است که در شهرستان شمکور واقع شده‌است. چای‌کند بالا ۲۲۶ نفر جمعیت دارد.